# ألغول (لغة برمجة)
ألغول  هي عائلة لغات برمجة أمرية، طورت في منتصف الخمسينات أثرت على العديد من لغات البرمجة الأخرى. هذه اللغة كانت الطريقة المعيارية لوصف الخوارزمية المستخدمة من قبل أي سي أم في الكتب والمصادر الأكاديمية لما يزيد عن ثلاثين عاما. أخذت معظم لغات البرمجة الحديثة من هذه اللغة،  بحيث يمكن القول أن هذه اللغة واحدة من أنجح أربع لغات عالية المستوى وهي فورتران وكوبول وليسب. تم تصميم هذه اللغة لتفادي بعض المشاكل والأخطاء الموجودة في لغة فورتران. وكانت أيضا أول لغة تنفذ تعريفات الدالة المتداخلة مع نطاق المفردات. وعلاوة على ذلك، كانت أول لغة برمجة أولت اهتماما مفصلا لعمل تعريف رسمي للغة والتوثيق.